# 공릉로
공릉로(Gongneung-ro)는 서울특별시 중랑구 묵동의 먹골역 앞에서 노원구 중계동의 덕릉로까지 연결하는 서울특별시도로, 총 연장은 3.940 km이다. 도로의 명칭이 유래된 것은 행정구역 명칭을 사용하였기 때문이다.

## 역사
- 2010년 5월 20일 : 도로명으로 공릉로를 고시

## 주요 경유지
- 중랑구
  - 묵동
- 노원구
  - 공릉동 - 하계동 - 중계동

## 접촉하는 도로
- 동일로 (국도 제3호선)
- 숙선옹주로
- 중랑역로
- 화랑로
- 한글비석로
- 덕릉로

## 주요 건물 및 시설
- 대길빌딩 (공릉로 8/묵동 176-15)
- 묵동 공감대아파트 (공릉로 32/묵동 171-4)
- 청진빌딩 (공릉로 38/묵동 171-12)
- 덕제빌딩 (공릉로 53/묵동 163-8)
- 박성택치과 (공릉로 58/묵동 308-1)
- 태릉원룸텔 (공릉로 59/묵동 162-8)
- 묵동프라자약국 (공릉로 63/묵동 162-2)
- 미림유치원 (공릉로 65/묵동 161-1)
- 현대슈퍼 (공릉로 68/묵동 318-1)
- 야전카센타 (공릉로 70/묵동 158-22)
- 시온스타빌 (공릉로 73/묵동 161-1)
- 프라임병원 (공릉로 76/묵동 158-7)
- 자유고시원 (공릉로 95/공릉동 661-11)
- 서울동아의원 (공릉로 99/공릉동 661-14)
- 경동상가 (공릉로 101/공릉동 633-15)
- 공릉약국 (공릉로 102/공릉동 644-48)
- 성총빌딩 (공릉로 105/공릉동 633-17)
- 애지빌라 (공릉로 111/공릉동 633-10)
- 중앙철물 (공릉로 116/공릉동 644-16)
- 약초건강원 (공릉로 118/공릉동 644-22)
- 두산힐스빌아파트 (공릉로 126/공릉동 747)
- 구립공릉어르신복지센터 (공릉로 129/공릉동 334-6)
- 비콘아파트 (공릉로 130/공릉동 755)
- 준효약국 (공릉로 138/공릉동 333-13)
- 공릉빌딩 (공릉로 144/공릉동 238-53)
- 기업은행 공릉동지점 (공릉로 147/공릉동 339-6)
- 대아아파트 (공릉로 157/공릉동 740)
- 토템나무교회 (공릉로 166/공릉동 412-36)
- 천일장여관 (공릉로 167/공릉동 411-4)
- 하늘공원아파트 (공릉로 170/공릉동 222)
- 반야빌딩 (공릉로 172/공릉동 221-2)
- 언양교회 (공릉로 179/공릉동 408-8)
- 새벽교회 (공릉로 186/공릉동 419-5)
- 건설빌딩 (공릉로 187/공릉동 408-4)
- 공릉치안센터 (공릉로 189/공릉동 441-121)
- 새봄약국 (공릉로 191/공릉동 441-97)
- 유성빌딩 (공릉로 199/공릉동 424-8)
- 동부아파트 (공릉로 206/공릉동 705)
- 세림빌딩 (공릉로 207/공릉동 441-19)
- 동신아파트 (공릉로 211, 213/공릉동 745)
- 도곡빌딩 (공릉로 223/공릉동 440-16)
- 공릉동 비발디캐슬 (공릉로 229-1/공릉동 437-4)
- 중앙빌딩 (공릉로 231/공릉동 445-2)
- 서울과학기술대학교 (공릉로 232/공릉동 172)
- 동산정보산업고등학교 (공릉로 257/공릉동 481-3)
- 경기기계공업고등학교 (공릉로 264/하계동 78)
- 한천중학교 (공릉로 265/공릉동 481)
- 하계1치안센터 (공릉로 290/하계동 141-8)
- GS칼텍스 하계제일주유소 (공릉로 294/하계동 141-3)
- 하계동 청구빌라 3차 (공릉로 299/하계동 275)
- 대성자동차공업사 (공릉로 305/하계동 135-9)
- 하계동 청구빌라 401동 (공릉로 320/하계동 278)
- 신흥주택 (공릉로 323/하계동 180-19)
- 을지병원 (공릉로 327/하계동 279-5)
- 선경빌라 (공릉로 332/하계동 281)
- 한신청구아파트 (공릉로 351/하계동 284)
- 신흥약국 (공릉로 362/하계동 208-29)
- 청목세루비트 (공릉로 390/중계동 510-2)
- 중계3동우체국 (공릉로 392/중계동 510-3)
- 중원중학교 (공릉로 420/중계동 511-3)
- 중앙하이츠 아쿠아 (공릉로 430/중계동 514)
- 서울청계초등학교 (공릉로 431/중계동 513-1)
- 대진여자고등학교 (공릉로 438/중계동 514-2)

## 철도 연계역
- ● 서울 지하철 7호선 : 먹골역